# 블러드+
BLOOD+(일본어: ブラッドプラス)는 프로덕션 I.G와 애니플렉스가 제작하고 후지사쿠 준이치가 감독한 애니메이션 시리즈이다. 2000년 극장판 'Blood the last Vampire'의 후편으로 2005년 가을에 TV 애니메이션으로 방영되어 2006년 가을에 50화를 끝으로 종영한 애니메이션이다. 만화책 Blood+ 는 5권을 완결로 끝났으며, 그 외에 Blood+A, Blood+야행성시 등이 있다. 대한민국에서는 애니맥스에서 2007년부터 방영하였으며, 처음엔 15세 이용가로 방영하였으나 후에 19세로 바뀌었다.